# Messor capensis
Messor capensis är en myrart som först beskrevs av Mayr 1862.  Messor capensis ingår i släktet Messor och familjen myror. Inga underarter finns listade i Catalogue of Life.